# Augustus FitzClarence
Augustus FitzClarence (1er mars 1805 – 14 juin 1854), est le plus jeune fils illégitime de Guillaume IV du Royaume-Uni et de sa maîtresse Dorothea Jordan. Comme ses frères et sœurs, il a peu de contact avec sa mère après la séparation de ses parents en 1811.

## Biographie
En 1829, Auguste est nommé aumônier de son père (alors duc de Clarence) et, plus tard cette année, il est présenté comme vicaire de Mapledurham dans l'Oxfordshire, succédant à John Bird Sumner (plus tard évêque de Chester et archevêque de Canterbury). Le roi Guillaume IV est un somptueux bienfaiteur de l'église et de la paroisse et, parmi ses cadeaux figure l'horloge de la tour qui porte ses initiales, "W R."; il fait également des contributions généreuses pour étendre le presbytère et clore les terrains adjacents, avec d'importantes dispositions pour la fondation d'une nouvelle école dans le village. Le plateau de communion en argent doré offert à l'église par Auguste, peu de temps après sa nomination, il est probablement un cadeau de son père.
En 1830, il est nommé aumônier ordinaire de son père (maintenant le roi Guillaume IV), et le 24 mai 1831 reçoit le rang de fils d'un marquis et devient aumônier de la reine Adélaïde, en 1832. Après ses études au Trinity College, à Cambridge, il reçoit les degrés de LL.B. (2 juin 1832) et LL.D. (6 juillet 1835).
Le 2 janvier 1845, il épouse Sarah Elizabeth Catherine Gordon (26 décembre 1827-23 mars 1901), fille du major Henry Gordon (le frère de Charles Gordon (10e marquis de Huntly) et parent du mari de sa sœur Augusta Gordon) et Louisa Payne. Ils ont six enfants,:
- Dorothea FitzClarence (27 octobre 1845 – 15 mai 1870), épouse de Thomas William Goff[6],[7].
- Eva FitzClarence (1 janvier 1847 – 2 mars 1918).
- Béatrice FitzClarence (1 janvier 1847 – 18 mars 1909).
- Auguste FitzClarence (13 février 1849 – 16 octobre 1861), mort jeune.
- Henry Edward FitzClarence (19 janvier 1853 – 19 février 1930), marié à Marie Isabel Templer Parsons.
- Marie FitzClarence (à titre posthume, septembre 1854 – 14 mars 1858), meurt en bas âge.